# E・C・R
株式会社E・C・Rは大阪府大阪市中央区に本社を置く通信基地局の設置を業とする建設会社。

## 概要
本業は携帯電話の通信基地局の設置でNTTドコモなどの基地局を請け負う。

## 外部サイト
- ECR CORPORATION

| スタブアイコン | サブスタブ | この項目は、まだ閲覧者の調べものの参照としては役立たない、企業に関連した書きかけの項目です。この項目を加筆・訂正などしてくださる協力者を求めています（PJ:経済）。 |